# Stagmatophora heydeniella
Stagmatophora heydeniella ist ein Schmetterling (Nachtfalter) aus der Familie der Prachtfalter (Cosmopterigidae).

## Merkmale
Die Falter erreichen eine Flügelspannweite von 7 bis 9 Millimeter. Der Kopf glänzt bronzegrau. Der Halskragen ist dunkelgrau. Die Fühler schimmern dunkelbraun und haben zwei weiße subapikale Ringe. Der Thorax und die Tegulae glänzen bronzegrau. Die Vorderflügel sind in der Mitte leuchtend orange und glänzen im basalen Viertel dunkelbraun. Eine leicht schräg nach innen verlaufende silbrige Binde befindet sich bei 1/5 der Vorderflügellänge. Sie reicht nicht bis zum Flügelinnenrand und ist außen dunkelbraun gerandet. Der orange Bereich ist mit fünf dunkelbraun gerandeten silbrigen Flecken gezeichnet. Zu dieser Zeichnung gehören zwei Costalflecke, ein Subcostalfleck, ein Fleck am Innenwinkel und ein sehr kleiner Mittelfleck. Die beiden äußeren Flecke sind fahl golden getönt. Das letzte Drittel der Vorderflügel ist dunkelbraun. Dort befindet sich ein großer silbriger Fleck, der am Apex leicht violett glänzt. Die Fransenschuppen sind an der Costalader dunkelbraun und am Apex und in Richtung des Flügelinnenrandes fahler. Die Hinterflügel sind graubraun. Das Abdomen glänzt graubraun.
Bei den Männchen ist das Tegumen lang und ziemlich schmal. Das rechte Brachium ist lang und hat eine breite Basis. Es verjüngt sich in der distalen Hälfte. Der Apex ist rundlich und hat eine hakenförmige Leiste. Die Valven sind halbrund, der innere Rand hat einen flachen Höcker. Die rechte Valvella verjüngt sich distal und hat einen stumpfen Apex. Die linke Valvella ist vollständig mit dem Aedeagus verbunden und hat eine Reihe kleiner Dorne. Der Aedeagus hat eine knollenförmige Basis und ist nahezu rund. Er besitzt einen großen breiten Coecum penis. Der röhrenförmige Teil ist lang, vor der Mitte gebogen und apikal geweitet.
Bei den Weibchen ist das 8. Segment kurz und vor dem hinteren Ende stark verjüngt. Das Ostium hat eine V-förmige Sklerotisierung. Das Sterigma ist eiförmig. Der Ductus bursae ist schmal und nur ein Drittel so lang wie das Corpus bursae. Letzterer ist länglich und hat zwei große, trichterförmige Signa. Beide Signa sind gezähnt und gleich groß.

## Verbreitung
Stagmatophora heydeniella ist in Europa von Frankreich im Westen, über Mitteleuropa und den Balkan im Süden bis in den europäischen Teil Russlands verbreitet.

## Biologie
Die Raupen entwickeln sich an Heil-Ziest (Stachys officinalis), Wald-Ziest (Stachys sylvatica) und Gelbem Ziest (Stachys alopecyrus). Sie minieren von August bis September in den Blättern, wobei unregelmäßige Platzminen mit vielen kurzen Fraßgängen entstehen. Meistens befinden sich mehrere Minen in einem Blatt. Später legen die Raupen auf der Blattunterseite entlang der Blattmittelrippe Fraßgänge an. Diese sind mit Spinnseide ausgekleidet und dienen als Unterschlupf. Ein Ende dieses Unterschlupfes mündet in die Mine. Der Raupenkot wird in der Mitte der Mine platziert und teilweise auch ausgeworfen. Die Raupen verpuppen sich in einem weißen Kokon entweder im Unterschlupf an der Blattunterseite oder in einer Falte am Blattrand. Die Puppe überwintert. Die Falter fliegen von Mai bis Juni.

## Systematik
Aus der Literatur ist folgendes Synonym bekannt:
- Oecophora heydeniella Fischer von Röslerstamm, 1841

## Belege
1. 1 2 3 4 5 6  J. C. Koster, S. Yu. Sinev: Momphidae, Batrachedridae, Stathmopodidae, Agonoxenidae, Cosmopterigidae, Chrysopeleiidae. In: P. Huemer, O. Karsholt, L. Lyneborg (Hrsg.): Microlepidoptera of Europe. 1. Auflage. Band 5. Apollo Books, Stenstrup 2003, ISBN 87-88757-66-8, S. 137 (englisch).
2. 1 2  Stagmatophora heydeniella bei Fauna Europaea. Abgerufen am 2. Februar 2012
3. ↑  Karl Traugott Schütze: Die Biologie der Kleinschmetterlinge unter besonderer Berücksichtigung ihrer Nährpflanzen und Erscheinungszeiten. Handbuch der Microlepidopteren. Raupenkalender geordnet nach der Illustrierten deutschen Flora von H. Wagner. Verlag des Internationalen Entomologischen Vereins e. V., Frankfurt am Main 1931, S. 170